# Liên Châu (cờ)
Cờ Liên Châu hay Cờ Renju tức Liên Châu Ngũ Tử Kỳ (連/连珠五子棋 - chuỗi 5 viên ngọc trai) còn có những tên khác như Liên Châu/ Liên Ngũ Tử/ Ngũ Cách / Gobang / FIR (Five In A Row) …. Đây là loại cờ cổ xưa của người Trung Quốc.

## Lịch sử
Có thể nó đã xuất hiện từ trước cả thời vua Nghiêu sáng tạo ra cờ Vây, nhưng theo một giả thuyết khác lại cho rằng cờ này bắt nguồn từ cờ Vây. Trong cuốn Từ Hải (bách khoa toàn thư của Trung Quốc) viết: "Ngũ Tử Kỳ là loại cờ để giải trí, bàn cờ và quân cờ giống như cờ Vây, gồm 2 người chơi, ai đặt được 5 quân cờ cùng màu liên tục nhau thành 1 hàng trước tiên sẽ thắng".
Môn cờ này truyền ra ngoài lãnh thổ Trung Quốc vào khoảng thời kỳ Nam Bắc triều (trước sau thế kỷ 7). Sau đó, từ năm 1688 đến năm 1704 lại từ Triều Tiên du nhập sang Nhật Bản. Năm Minh Trị thứ 32 của Nhật Bản (tức năm 1899), trò chơi trí tuệ này chính thức gọi là Renju (Liên Châu). Bắt đầu từ đấy, những luật lệ chơi cờ không ngừng được cải tiến. Chính nhờ những sự thay đổi liên tục mà Renju ngày càng phức tạp hóa, quy phạm hoá hơn và là môn thể thao được tổ chức thành các giải đấu quốc tế. Ngày 8/8/1988, Hiệp hội Liên Châu thế giới (Renju International Fedreation - RIF) thành lập tại Thụy Điển gồm 9 nước thành viên như Nhật Bản, Thuỵ Điển, Nga, Pháp…. Tính tới thời điểm năm 2000, đã có hơn 40 quốc gia và vùng lãnh thổ triển khai bộ môn Liên Châu. Kể từ năm 1989, giải vô địch Renju thế giới cứ cách 2 năm 1 lần diễn ra vô cùng hấp dẫn. Nhật Bản là quốc gia có nhiều kỳ thủ Liên Châu chuyên nghiệp đạt trình độ thượng thừa, đồng thời chiếm hầu hết các danh hiệu quán quân thế giới.

### Bàn cờ và quân cờ
Ngày nay, bàn cờ Liên châu hình vuông, trên bề mặt bàn cờ có 15 đường kẻ dọc và 15 đường kẻ ngang đều màu đen, cắt nhau tạo thành 225 giao điểm. Các giao điểm là nơi đặt quân cờ. Điểm chính giữa bàn cờ gọi là "Thiên nguyên" (sao trung tâm), trên mặt bàn cờ còn có 4 giao điểm ở 4 góc gọi là "Tiểu tinh" (sao nhỏ). (Hình 1)
Các quân cờ hình tròn dẹt, có 1 mặt lồi hoặc cả hai mặt đều lồi, được làm bằng nhựa hoặc các chất liệu khác. Bộ quân cờ gồm tổng cộng 225 quân, trong đó có 113 quân màu đen, 112 quân màu trắng.

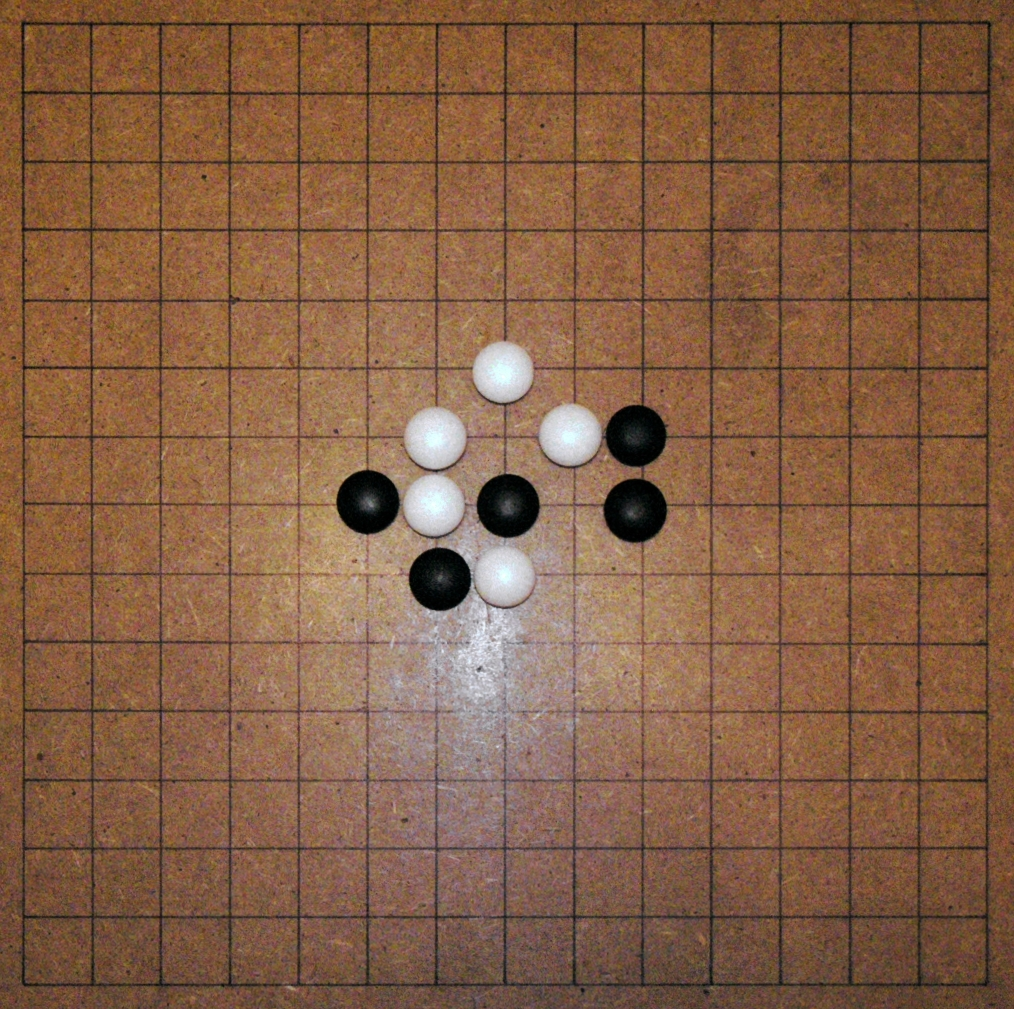
Một thế cờ Liên Châu.

Trong các giải đấu chuyên nghiệp, diễn biến cuộc chơi phải được ghi chép đầy đủ vào loại giấy chuyên dụng ghi biên bản ván cờ. Vì vậy, người ta dùng ký hiệu cột là số thứ tự từ 1 đến 15 và ký hiệu dòng là những chữ cái từ A đến O để quy ước các toạ độ. (Ví dụ trong Hình 1: Điểm "Thiên nguyên" nằm ở vị trí H8, các "Tiểu tinh" theo chiều kim đồng hồ lần lượt nằm ở vị trí D4, D12, L12, L4). Ngoài ra, người ta còn dùng số thứ tự lẻ 1, 3, 5… để ghi lại các nước đi của quân Đen và số thứ tự chẵn 2, 4, 6…để ghi lại các nước đi của quân Trắng.

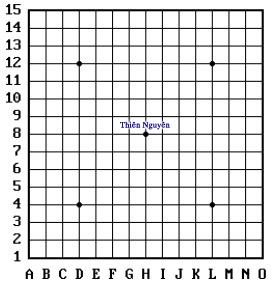
Bàn cờ Renju

### Quy tắc chơi
A. Quy tắc cơ bản:
a/ Liên Châu là trò chơi giữa 2 đấu thủ (đôi khi là trò chơi giữa 2 đội). Đầu tiên, phải xác định xem ai cầm quân màu gì. Có một số cách để xác định chẳng hạn như cách sau: 
1 đấu thủ bốc ngẫu nhiên 1 nắm quân cờ Đen, đấu thủ kia bốc 1 nắm quân Trắng. Sau đó đếm tổng số quân cờ của cả hai bên. Nếu tổng số cờ là số lẻ thì bên cầm quân Đen phải đổi thành cầm quân Trắng và ngược lại. Nếu tổng số cờ là số chẵn thì 2 bên không cần hoán đổi với nhau.
b/ Đấu thủ cầm quân Đen đánh trước, Trắng sau. Quân Đen đi nước thứ 1 phải đặt vào điểm "Thiên nguyên" trên bàn cờ. Nước thứ 2 do quân Trắng đi, phải đặt kề sát cạnh quân Đen đầu tiên, thẳng hay xiên đều được. Đến lượt nước thứ 3 do quân Đen đi, phải đặt tại giao điểm thuộc phạm vi 25 giao điểm tính từ vị trí "Thiên nguyên".
3 nước đi đầu tiên trong từng ván cờ sẽ tạo thành những dạng "khai cuộc" có tên gọi khác nhau. (xem phần 4)
c/ Kể từ nước thứ 4 trở về sau, 2 bên lần lượt đặt quân tuỳ ý vào các vị trí khác nhau trên bàn cờ. Đến khi bên nào đặt được trước tiên 5 quân cờ cùng màu (quân Trắng được phép đặt nhiều hơn 5 quân cờ cùng màu) liền cạnh nhau thành 1 hàng ngang hoặc hàng dọc hoặc xiên thì bên đó sẽ thắng.
d/ Do Liên Châu áp dụng luật "Hắc giả tiên hành" (nghĩa là nước đầu tiên của ván cờ thuộc về quân Đen), cho nên cơ hội bên Đen giành chiến thắng là rất lớn. Vì vậy, để cho cuộc chơi được công bằng, người ta đã đặt thêm quy tắc như sau: Bên Đen nếu sử dụng "cấm thủ" sẽ bị xử thua. "Cấm thủ" của Đen bao gồm những chiến thuật như: "tam tam" (3x3); "tứ tứ" (4x4); "tứ tam tam" (4x3x3), "tứ tứ tam" (4x4x3) và "trường liên". Bên Đen chỉ được sử dụng chiến thuật "tứ tam" (4x3) còn bên Trắng hoàn toàn không có "cấm thủ". (Xem phần 5)
e/ Nếu ván cờ bất phân thắng bại sẽ xử hòa.
f/ Khi ván cờ đang diễn ra, nếu kỳ thủ nhấc quân ra khỏi bàn hoặc kỳ thủ bỏ ra ngoài phòng thi đấu sẽ bị xử thua.
g/ Nếu đấu thủ làm rớt quân vào bàn cờ trong lúc thi đấu thì sẽ thua. Nếu quân cờ bên nào bị lệch lạc khỏi giao điểm cần đặt thì đấu thủ báo cho đối phương rồi được phép cầm quân đó đặt ngay ngắn đúng vị trí.
h/ Khi bên Đen đi nước tạo ra "cấm thủ" thì bên Trắng phải lập tức chỉ ra, lúc ấy bên Đen sẽ bị thua. Nếu bên Trắng vẫn tiếp tục đi quân sau khi Đen xuất hiện "cấm thủ" thì "cấm thủ" của Đen sẽ biến mất.
i/ Thời gian của 1 ván đấu có thể là 15 phút, 30 phút, 1 giờ, 2 giờ, 5 giờ tuỳ theo đẳng cấp của các kỳ thủ. Nếu bên nào vượt quá thời gian quy định của mình sẽ thua.
B. Quy tắc đặc thù:
Mặc dù bên Đen đã bị ràng buộc về luật "cấm thủ", thế nhưng bên Đen vẫn còn rất nhiều ưu thế. Nhằm tăng thêm quyền lợi cho bên Trắng, trong các cuộc thi đấu đỉnh cao của những kỳ thủ Liên Châu chuyên nghiệp, người ta lại đặt thêm 3 quy tắc sau:
a/ "Chỉ định đả pháp": Trước khi thi đấu, 2 bên có thể thoả thuận ván cờ sẽ được "khai cuộc" theo dạng nào, bên Trắng được quyền yêu cầu trước.
b/. "Tam thủ khả giao hoán": Khi đối phương đi xong quân Đen thứ 2, nếu bên Trắng cảm thấy dạng "khai cuộc" mà Đen tạo ra sẽ gây bất lợi cho Trắng thì trước khi đi tiếp nước thứ hai của mình, bên Trắng có thể đổi quân với bên Đen. Lập tức đấu thủ cầm quân Trắng sẽ chuyển sang cầm quân Đen và ngược lại. Lưu ý: Trắng chỉ được sử dụng quyền này khi đã bỏ qua "Chỉ định đả pháp".
c/ "Ngũ thủ lưỡng đả pháp": Khi bên Đen đi nước thứ năm của ván cờ, bắt buộc Đen phải đặt 2 quân tại 2 vị trí khác nhau. Bên Trắng được phép chọn lựa một cách và loại bỏ một cách trong 2 cách đặt quân của Đen 5, sau đó Trắng mới tiếp tục đi nước của mình.
- Ví dụ Hình 2: Sau khi bên Đen đi Đen 1, Đen 3 còn bên Trắng đi Trắng 2, Trắng 4 xong, bên Đen phải đặt quân ở 2 vị trí, trong ví dụ này là 2 vị trí A và B để Trắng chọn lựa. Trắng sẽ chọn vị trí A loại B vì vị trí A của Đen có lợi cho bên Trắng hơn.

Hình 2: Vd "Ngũ thủ lưỡng đả pháp"

Ngoài ra, Liên Châu còn một số điều luật khác tương đối giống với các điều luật của cờ vây, cờ tướng.

### Các dạng
A. Khai cuộc:
Từ 3 nước đi đầu tiên của ván cờ theo đúng quy tắc của môn Liên Châu (Đen 1, Trắng 2, Đen 3) sẽ tạo nên 26 dạng "khai cuộc" khác nhau. 
Xem Hình 3:

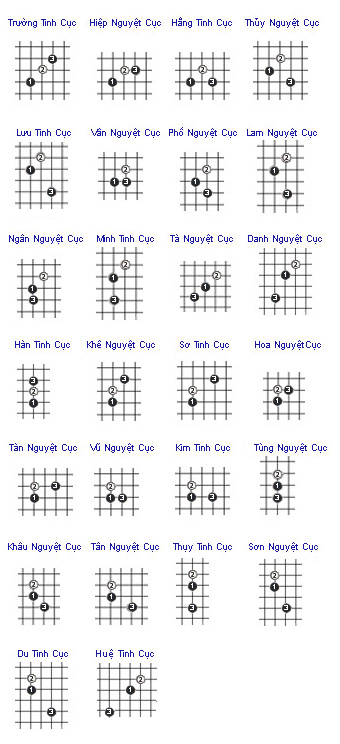
Hình 3: Những dạng "Khai cuộc"

- Những dạng "khai cuộc" sẽ tạo ưu thế cho bên Đen là: "Hoa Nguyệt Cục", " Phố Nguyệt Cục", " Vân Nguyệt Cục", " Vũ Nguyệt Cục", "Hàn Tinh Cục", "Hằng Tinh Cục", "Kim Tinh Cục", " "Tàn Nguyệt Cục", "Tân Nguyệt Cục", "Thủy Nguyệt Cục".
- Những dạng "khai cuộc" sẽ tạo thế cân bằng cho ván cờ: "Lưu Tinh Cục", "Khê Nguyệt Cục", "Danh Nguyệt Cục", "Hiệp Nguyệt Cục", "Lam Nguyệt Cục", "Tùng Nguyệt Cục", "Thụy Tinh Cục", "Sơn Nguyệt Cục", "Ngân Nguyệt Cục", "Minh Tinh Cục", "Tà Nguyệt Cục", "Khâu Nguyệt Cục", "Sơ Tinh Cục", "Trường Tinh Cục".
- Bên Trắng sẽ chiếm ưu thế khi "khai cuộc" theo dạng "Du Tinh Cục", "Huệ Tinh Cục" (tuy nhiên, 2 dạng này thường không được phép sử dụng trong các trận đấu).

B. Trận pháp:
Ngoài những dạng "khai cuộc" theo quy định của luật Renju quốc tế, trong dân gian Trung Quốc còn lưu truyền rất nhiều "trận pháp" độc đáo. Xin giới thiệu một vài dạng trong Hình 4:

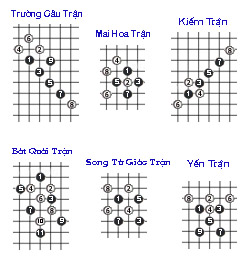
Hình 4: Trận pháp

### Giải thích
Tuy luật chơi Liên Châu khá đơn giản nhưng Liên Châu lại chứa đựng nhiều triết lý uyên thâm và còn có vô số chiến lược, chiến thuật, kỹ xảo hoàn chỉnh.
- Một số chiến thuật cơ bản của Liên Châu như "liên tam", "liên tứ"; chiến thuật chiếu phối hợp: "tứ tam", "tứ tứ", "tam tam", "tứ tam tam", "tứ tứ tam"…. Ngoài ra còn có những kỹ xảo như "ép đối phương vào cấm điểm", "công phòng chuyển hoán", "VCT" / "VCF" (Victory of Continuous Three/ Victory of Continuous Four: nghĩa là liên tiếp đi nước 3 hay nước 4 để dành thắng lợi).… Người mới bắt đầu học chơi Renju phải chuyên cần rèn luyện thì mới có thể vận dụng nhuần nhuyễn những chiến thuật, chiến lược, kỹ xảo của Renju vào đúng giai đoạn thích hợp (bố cuộc, trung cuộc hay tàn cuộc) của ván cờ.

Hình 5: Đây là những kiểu "ngũ liên". Nếu 5 quân cờ Đen hay Trắng đứng liền kề nhau thành 1 hàng ngang, dọc hay xiên như trong hình sẽ thắng.

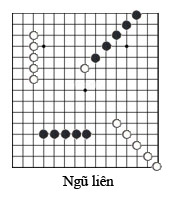
Hình 5

Hình 6: Nếu bên Trắng đặt quân tại A thì sẽ tạo thành 7 quân Trắng đứng liền cạnh nhau gọi là "trường liên". Do Trắng không có "cấm thủ", cho nên Trắng sẽ thắng cuộc khi đi nước này. Ngược lại, nếu Đen đặt quân vào bất cứ vị trí X nào trong hình (tức là cũng tạo thành "trường liên") sẽ lập tức bị xử thua, bởi vì "trường liên" là "cấm thủ" của quân Đen.
- Điểm X gọi là "cấm điểm" của Đen ("cấm điểm" nghĩa là vị trí hình thành nên "cấm thủ").

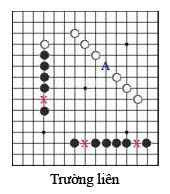
Hình 6

Hình 7: Đây là những kiểu "liên tứ".
- 2 kiểu ở phần trên của bàn cờ còn được gọi là "hoạt tứ". Do cả hai đầu đều chưa bị chặn cho nên ta chỉ cần đặt thêm 1 quân cờ tại những điểm A hoặc B sẽ tạo thành "ngũ liên", đối phương phải chấp nhận đầu hàng.
- 3 kiểu nằm ở phần dưới của bàn cờ là những kiểu mà đối phương vẫn có thể phòng thủ. Kiểu nằm giữa có tên riêng là "khiêu tứ" (hay gọi là "khảm ngũ"). 2 kiểu ở 2 bên là "xung tứ".

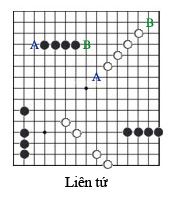
Hình 7

Hình 8: Đây là những kiểu "hoạt tam mà đối phương có nhiều vị trí đặt quân phòng thủ. Các kiểu của quân Trắng còn được gọi là "khiêu tam", các kiểu của quân Đen gọi là "liên tam".

Hình 8
Hình 9a & 9b: 2 điểm A, B trong cả hai hình 9a & 9b đều là những điểm sẽ tạo ra cách chiếu "tứ tam". Quân Đen đặt tại điểm A thì Đen thắng, quân Trắng đặt tại điểm B cũng tương tự như vậy.

Hình 9a

Hình 9b
Hình 10:
- Hình 10a: Cách chiếu "tứ tứ" được hình thành khi quân Trắng nằm ở vị trí A và lúc ấy Đen bại trận. Tuy X cũng là điểm tạo ra "tứ tứ" cho quân Đen, nhưng ván đấu sẽ kết thúc với phần thắng thuộc về bên Trắng nếu Đen đặt quân vào "cấm điểm" X.

Hình 10a
- Hình 10b: Đen đi nước X hoặc Y đều sẽ tạo ra 2 kiểu "tứ tứ" nằm trên 1 đường thẳng. Do Đen không được sử dụng kiểu "tứ tứ" nên X, Y là những "cấm điểm" mà Đen cần phải tránh.

Hình 10b
Hình 11: Bên Đen khó có thể chống đỡ nếu Trắng dùng chiến thuật chiếu "tam tam" khi đặt quân tại điểm A. Đen đi nước X cũng sẽ bị thua vì "tam tam" là "cấm thủ" của Đen còn X là "cấm điểm" của Đen.

Hình 11
Hình 12: Trắng a "khiêu tam", đối phương đi nước Đen b để ngăn chặn đồng thời tạo ra 1 "liên tam", Trắng c bèn "khiêu tứ", Đen buộc phải phòng thủ bằng Đen d, lúc này lại có thêm 1 "liên tam". Tuy nhiên, kiểu "tam tam" này không phải do 1 quân Đen đồng thời hình thành nên, vì vậy không phải là "cấm thủ" của Đen.
Hình 13:

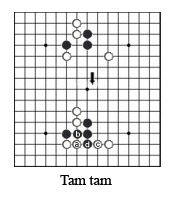
Hình 12: Trước sau hình thành "tam tam" thì không phải "cấm thủ"

- Mỗi đầu của "liên tam" nằm ở phần trên bên trái của bàn cờ chỉ còn trống 1 vị trí A để Đen đặt quân tạo "liên tứ", kiểu này gọi là "giả tam".
- Nếu Đen đi nước B cũng sẽ hình thành kiểu "giả tam", bởi vì cả hai đầu của "liên tam" đều có quân Trắng đứng chốt chặn và kẹp "liên tam" này nằm giữa.
- Bên Đen được quyền đặt quân tại C để phòng thủ. C không phải là "tam tam cấm điểm" của Đen mà là điểm tạo ra kiểu "giả tam tam" do "liên tam" đã bị nằm kẹp giữa quân Trắng và đường biên bàn cờ.
- Khi Đen chặn Trắng tại D, Đen đã tạo ra "liên tam" và Đen lại có "trường liên", vì vậy điểm D cũng không phải là "cấm điểm" của Đen.

Những kiểu "giả tam" và "giả tam tam" này có tên gọi chung là "miên tam". Để đối phó với "miên tam", đối phương có thể dễ dàng đặt quân phòng thủ tại các điểm khác nhau.

Hình 13
Hình 14: Dồn quân Đen vào những "cấm điểm" do mình tự tạo ra là một trong những chiến thuật của bên Trắng mà người chơi cần nắm vững.
- Nhìn ví dụ ở phần trên của bàn cờ ta thấy nếu Trắng A "khiêu tam" ép Đen đi nước B để phòng thủ. Sau đó Trắng lại "khiêu tam" tại C thì Đen sẽ thua, bởi vì Đen không thể chặn Trắng tại X, X chính là "tam tam cấm điểm" của Đen.
- Với ví dụ ở phần dưới của bàn cờ, khi quân Trắng ở D sẽ tạo ra "xung tứ", Đen bắt buộc phải chặn ở E, Trắng "liên tam" tại F thì Trắng thắng, Y là "tứ tứ cấm điểm" mà Đen không được đặt quân.

Hình 14: Lợi dụng "cấm thủ" để giăng bẫy Đen

### Phân hạng kỳ thủ
- Trình độ người chơi Renju được chia ra hai loại: "Cấp" và "Đẳng" ("Đoạn").

"Cấp" có từ 10 (chơi yếu) cho tới 1 (chơi khá). Từ cấp 11 đến cấp 15 dành cho lứa tuổi thiếu niên nhi đồng.
"Đẳng" có từ sơ đẳng rồi nhị đẳng, tam đẳng …cho đến cửu đẳng (chơi cực giỏi).
Sau khi trở thành hội viên của Hiệp hội Liên Châu, người chơi sẽ được phân hạng dựa vào thành tích thi đấu của mình nếu như những thành tích đó được Hiệp hội công nhận. Muốn trở thành kỳ thủ " ngũ đẳng" trở lên, thành tích của người chơi phải trải qua sự xét hạch và phê chuẩn của những uỷ viên có đẳng cấp cao nhất thuộc Ban thẩm tra của Hiệp hội. Ngoài ra, còn có một cách để được phân hạng, đó là người chơi giải đáp những đề thi cờ. Vì dụ: Muốn trở thành kỳ thủ "cấp 5" phải giải chính xác 200 đề thi, kỳ thủ "sơ đẳng" phải giải đúng 1000 đề thi. Tất cả những đề thi đều phải do Hiệp hội đưa ra và được Hiệp hội chấm điểm.

### Thử sức
Theo cuốn 连珠五子棋 提高捷径, nếu người chơi giải đáp đúng tất cả 10 đề dưới đây thì trình độ tương đương "cấp 5", giải đúng 8 đề tương đương "cấp 6", giải đúng 6 đề tương đương "cấp 7", giải đúng 4 đề tương đương cấp 8, giải đúng 2 đề tương đương cấp 9 còn nếu chỉ giải đúng 1 đề thì trình độ yếu nhất.

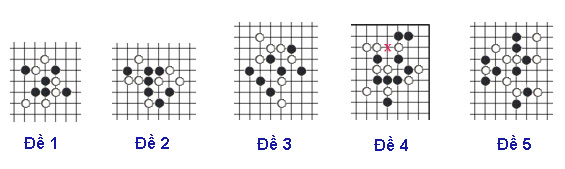
Hình 15

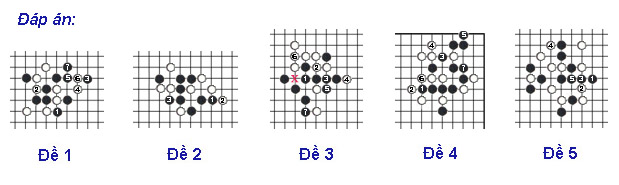
Hình 16

Câu hỏi chung dành cho những ván cờ từ đề 1 đến đề 5 (Hình15): Đến lượt bên Đen đi quân, Đen làm cách nào sử dụng chiến thuật "tứ tam" để giành chiến thắng.? (Lưu ý Đề 4 cần lợi dụng mép bàn cờ để tránh cấm điểm X).
Đáp án của đề 1 đến đề 5: (Hình 16)
Câu hỏi chung dành cho những ván cờ từ đề 6 đến đề 10: (Hình 17): Sau khi bên Đen đi Đen 1, Trắng phải tiếp tục đặt quân tại những vị trí nào để có thể giành chiến thắng?

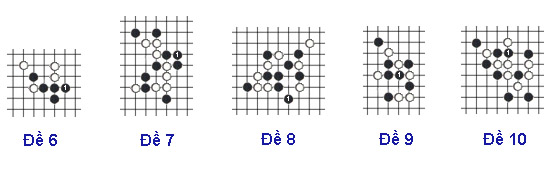
Hình 17

Đáp án của đề 6 đến đề 10: (Hình 18)

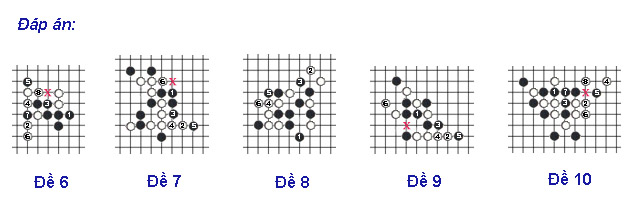
Hình 18